# Gilbert Ryle

Gilbert Ryle, Porträt von Rex Whistler

Gilbert Ryle (* 19. August 1900 in Brighton; † 6. Oktober 1976 in Whitby) war ein britischer Philosoph.
Ryle wird als einer der einflussreichsten britischen Philosophen des 20. Jahrhunderts angesehen. Er lehrte an der Universität Oxford. Er gilt zusammen mit John Langshaw Austin und Ludwig Wittgenstein als Hauptvertreter der Ordinary Language Philosophy oder Philosophie der normalen Sprache, die neben der Idealsprachenphilosophie eine der beiden klassischen Strömungen der analytischen Philosophie darstellt. In der Tradition von George Edward Moore und Ludwig Wittgenstein wird in Bezug auf den alltäglichen oder normalen Sprachgebrauch versucht, philosophische Probleme durch Sprach- bzw. Begriffsanalyse zu klären.

## Leben
Ryle war das neunte Kind des Arztes Reginald John Ryle und dessen Frau Catherine (geborene Scott). Er wurde zunächst am Brighton College ausgebildet und wechselte 1919 auf das Queen’s College nach Oxford, um dort Philosophie und klassische Philologie zu studieren. 1924 graduierte er und wurde Dozent am Christ Church College, Oxford. Angeregt durch seinen Tutor Herbert James Paton beschäftigte er sich mit den italienischen Philosophen Benedetto Croce und Giovanni Gentile, aber auch mit den Principia Mathematica von Bertrand Russell. Er erlangte zunächst ein First class Examen in Greats und arbeitete ein Jahr später für die neue Schule der „Modern Greats“. Ryle war zudem an den Ruderwettkämpfen seines Colleges beteiligt. 1924 wurde er Lecturer in Philosophie am Christ Church College. In dieser Zeit las er unter anderem den Tractatus logico-philosophicus von Wittgenstein und die Schriften zur Logik von Russell. Zudem brachte er sich selbst Deutsch bei, um die Logischen Untersuchungen von Edmund Husserl und Schriften von Bernard Bolzano, Franz Brentano, Gottlob Frege und Alexius Meinong studieren zu können. Zu seinen ersten eigenen Schriften zählten Rezensionen zu Werken der Philosophen Martin Heidegger und Roman Ingarden.
Während des Zweiten Weltkrieges diente Ryle bei den Welsh Guards und wurde gegen Ende des Krieges zum Major befördert. Nach dem Ende des Krieges kehrte Ryle nach Oxford zurück und wurde 1945 dort zum Waynflete Professor of Metaphysical Philosophy ernannt, da diese Position seit dem Tod von Robin George Collingwood vakant war. Diese Stellung hatte er bis 1968 inne.
Von 1945 bis 1946 war er Präsident der Aristotelian Society. Sein philosophisches Hauptwerk, The Concept of Mind, veröffentlichte Ryle im Jahre 1949. 1968 wurde er zum Mitglied der American Academy of Arts and Sciences gewählt.
Nach seiner Emeritierung lebte der alleinstehende Ryle mit seiner Zwillingsschwester Mary in dem Dorf Islip in Oxfordshire.

## Lehre

### The Concept of Mind
Ryles Hauptwerk The Concept of Mind (übersetzt als Der Begriff des Geistes), wurde 1949 veröffentlicht. In ihm wird die These entwickelt, dass die Philosophie seit René Descartes im Bann des Mythos eines „Gespenstes in der Maschine“ stehe. Damit meinte Ryle die Vorstellung, der Geist und der Körper seien zwei verschiedene Dinge, die miteinander in Wechselwirkung stünden. Ryle behauptet, Descartes habe einen Kategorienfehler, also die falsche Zuordnung von Begriffen in eine Kategorie, begangen. Ein Beispiel für einen Kategorienfehler ist das Beispiel eines Ausländers, der zu einer Universität geht und dem alle Räume gezeigt werden, aber der anschließend nicht weiß, wo die Universität ist. Der Ausländer hat den Fehler begangen, die Universität in die Kategorie der Räume einzufügen. Einen solchen Kategorienfehler soll auch Descartes begangen haben, da dieser zwei verschiedene Arten von Existenzen (körperliche und geistige Existenz) annahm. Doch nach Ryle gibt es keine zwei Existenzen, denn nur weil die Körper im Raum existieren, bedeutet dies noch nicht, dass auch der Geist in einem anderen Raum existieren muss. Die Kategorie der Körper hat nichts mit der Kategorie des Geistes zu tun. Zwar gibt es die Ursache und Wirkung geistiger Prozesse, aber deswegen gibt es noch lange keinen Raum, in dem dieser Geist existiert, wie ein Körper. Dies führt laut Ryle zu unüberwindlichen Schwierigkeiten: wie geschieht mentale Verursachung (wie gelingt es dem körperlosen Geist, den geistlosen Körper in Bewegung zu setzen?), und wie vermeiden wir den Solipsismus, d. h. wie rechtfertigt sich die Annahme, dass es noch ein anderes Bewusstsein außer dem je eigenen gibt, und woher können wir wissen, ob in einem fremden Körper auch ein Geist vorhanden ist? Zudem bleibt es im Rahmen der offiziellen Lehre (official doctrine) unklar, wie ein nicht-räumlicher, also nicht lokalisierbarer, Geist sich in einem körperlichen (also räumlichen) Objekt befinden könnte. Ryle nahm an, dass die geistige Existenz sich auf das Bewusstsein bzw. auf die Funktion des Bewusstseins reduzieren ließe.
Im Gegensatz zur offiziellen Lehre schlug Ryle vor, mentale Zustände konzeptuell als Verhaltensdispositionen aufzufassen. Intelligenz besteht demnach nicht im Ausführen unkörperlicher, unbeobachtbarer Denkakte neben beobachtbaren Körperbewegungen, sondern in der besonderen Art und Weise, wie diese Körperbewegungen ausgeführt werden. Ryle gilt daher weithin als Vertreter eines philosophischen Behaviorismus. Anders als einige Vertreter des Positivismus wie Rudolf Carnap oder Carl Gustav Hempel geht Ryle jedoch nicht davon aus, dass Sätze über mentale Zustände durch Sätze über rein körperliches Verhalten ersetzt werden können: Ryle zufolge lassen sich die Verhaltensdispositionen, die unsere geistigen Eigenschaften sind, nicht anders als durch unser aus dem Alltag vertrautes mentales Vokabular (intelligent, witzig, vorsichtig) zum Ausdruck bringen. Wie wir im Alltag über unsere mentalen Eigenschaften reden, ist für Ryle daher ein unhintergehbarer Verstehenshorizont für jede Theorie des Geistes. Daher möchte Ryle, wie er im Vorwort von Der Begriff des Geistes betont, keine neuen Fakten über das menschliche Geistesleben präsentieren – diese seien aus dem Alltag und aus der Literatur bereits bestens bekannt –, sondern die begrifflichen Zusammenhänge, innerhalb derer jene Tatsachen erhoben werden, neu darstellen.
Eine folgenreiche Konsequenz der offiziellen Lehre ist für Ryle das intellektualistische Missverständnis, wonach jeder intelligenten Handlung ein inneres, rein geistiges (intellektuelles) Abwägen von handlungsleitenden Sätzen vorausgehen muss. Dies hält Ryle für falsch, weil zahlreiche intelligente Handlungen – sein Paradebeispiel ist neben dem Knotenknüpfen auch das Schachspielen – spontan und ohne das innere Vorsagen der entsprechenden Regeln vonstattengehen können. Ryle versucht zu zeigen, dass sich Intelligenz (Fähigkeit zu praktischem Handeln) und Intellekt (Fähigkeit zum Theoretisieren) genau andersherum verhalten, als es das Missverständnis besagt: Die Fähigkeit zum Theoretisieren ist nur eine praktische Fähigkeit unter vielen anderen. Auch in ihrer Ausübung geht es darum, Regeln klug anzuwenden, was auch ohne inneren Monolog geschehen kann. In diesem Zusammenhang trifft Ryle die Unterscheidung zwischen Wissen (knowing that) und Können (knowing how), um aufzuzeigen, dass jedem Wissen ein Können vorausgeht.

### Kategorienfehler
In The Concept of Mind findet sich auch eine klassische Formulierung der Idee des Kategorienfehlers. Ein solcher liegt nach Ryle dann vor, wenn man in Aussagen Begriffe unterschiedlicher Kategorien gleich auffasst, also ihre Typverschiedenheit nicht beachtet.
Ein Beispiel für einen Kategorienfehler lautet wie folgt: Zu sagen, dass eine Mannschaft in ein Stadion einläuft, bedeutet, dass die einzelnen Spieler dieser Mannschaft ins Stadion einlaufen. Es wäre unsinnig anzunehmen, dass zusätzlich zu den Spielern auch noch eine Mannschaft auf das Spielfeld kommt. Dies anzunehmen würde voraussetzen, den Begriff Mannschaft genauso aufzufassen und damit in dieselbe Kategorie einzuordnen wie den Begriff Spieler. Ebenso unsinnig wäre es Ryle zufolge, nach dem Spieler zu fragen, der für den Mannschaftsgeist eines Teams verantwortlich ist.
Laut Ryle liegt auch ein Kategorienfehler in der Annahme, dass die Begriffe Geist und Körper derselben Kategorie angehören. Fehlerhaft daran ist, dass Körper den materiellen Träger von Handlungen bezeichnet, Geist dagegen die Dispositionen, die diesen Handlungen zugrunde liegen. Beide gehören daher, wie Mannschaft und Spieler, verschiedenen Kategorien an. Der Kategorienfehler verleitet uns dazu, nach einem Geist neben dem Körper zu suchen: das wäre so, wie neben den Spielern auch noch nach ihrer Mannschaft Ausschau zu halten.

## Wirkung
Das Werk Ryles wurde in der Philosophie des Geistes der fünfziger Jahre intensiv diskutiert. Mit der beginnenden kognitiven Revolution in den Geisteswissenschaften geriet Ryles Philosophie in den Verdacht, einen reduktionistischen Behaviorismus zu vertreten. Seine Thesen wurden zunächst durch die Identitätstheorie und später durch den Funktionalismus verdrängt. Allerdings gibt es auch heute noch Philosophen, die der Meinung sind, dass die Identifikation von mentalen Zuständen mit neuronalen oder funktionalen Zuständen ein Kategorienfehler sei. Für diese Annahme spreche, wie einige Theoretiker beanspruchen, dass auch die heute populäre Identitätstheorie (Geist gleich Gehirnprozesse) das Leib-Seele-Problem nicht gelöst habe und nicht schlüssig erklären könne, wieso geistige Begriffe wie sich erinnern sich nicht auf Gehirnprozesse, sondern auf Dispositionen beziehen und nicht auf innere Vorgänge reduziert werden können. In der Philosophie wurden Ryles Analysen weitergeführt und verfeinert von Alan R. White, Anthony Kenny, Bede Rundle und Peter Hacker. Zu den deutschsprachigen Autoren, die sich zustimmend auf Ryle beziehen, gehören Eike von Savigny, Andreas Kemmerling, Oliver R. Scholz, Hans-Johann Glock und David Löwenstein.

## Werke (Auswahl)
- The Concept of Mind. Chicago 1949 (dt. Der Begriff des Geistes. Stuttgart 1969).
- Dilemmas. Cambridge 1954 (dt. Begriffskonflikte. Göttingen 1970).
- Plato’s Progress. Cambridge 1966.
- Collected Papers. 2 Bände, London 1971.